# Departamento de Pomán
Departamento de Pomán är en kommun i Argentina.   Den ligger i provinsen Catamarca, i den norra delen av landet, 1 000 km nordväst om huvudstaden Buenos Aires. Antalet invånare är 9 543.
Omgivningarna runt Departamento de Pomán är i huvudsak ett öppet busklandskap. Runt Departamento de Pomán är det mycket glesbefolkat, med 2 invånare per kvadratkilometer.